# 新城 (宜蘭縣員山鄉)
新城，是台灣宜蘭縣員山鄉與宜蘭市交界地帶的一個傳統地域名稱，位於員山鄉東北部及宜蘭市西北部。相較於今日行政區，其範圍大致包括員山鄉的同樂村，以及宜蘭市的泰山里北部、梅洲里西南部。

## 歷史
台灣清治末期，新城地區為一街庄，稱為「新城庄」，隸屬於員山堡。該庄昔日東南及南隔宜蘭河分別與宜蘭街、金六結庄為界，西南與結頭份庄為鄰，西北與枕頭山庄為鄰，東北邊為二結庄。
1901年（日治明治三十四年）11月，廢縣廳改設二十廳，該庄隸屬於宜蘭廳，編入第八區。1905年（明治三十八年）7月，第八區改名「內員山區」。1909年（明治四十二年）10月，合併二十廳為十二廳，該庄仍隸屬於宜蘭廳。1920年（大正九年），廢十二廳改設五州二廳，該庄改制為「新城」大字，隸屬於臺北州宜蘭郡員山庄，大字下有「新城」、「鎮平」、「阿蘭城」小字名。
戰後員山庄改制為員山鄉，隸屬於臺北縣，大字改制為村。1950年10月，北、基、宜分治，員山鄉改隸屬於宜蘭縣。

## 聚落
本地區發展較早的聚落有新城、鎮平、阿蘭城等，在日治期初期的官方地圖上已有記載。此外，本地區尚有山前聚落。

## 交通
省道台7丁線（永同路一段、民權路三段）是員山雙連埤至宜蘭市區的道路，大致以西南西－東北東走向轉西北西－東南東走向再轉西北－東南走向蜿蜒經過新城地區。由該道路向西南西轉西南可前往結頭份、內員山、大湖、雙連埤等地，向東南可前往宜蘭市區並止於省道台7線路口。
鄉道宜13線（同新路、枕山路）是大礁溪至新城的道路，其東南側端點位於本地區西部省道台7丁線路口。由此向西北出境後可前往枕頭山、大礁溪並止於大礁溪橋南側。
鄉道宜15線（雪峰路）是一結至鎮平的道路，其西南側端點位於本地區中部省道台7丁線路口。由此向東北出境後可前往二結東北側邊界上縣道192號路口。

## 文化資產
- 宜蘭酒廠阿蘭城集水井（縣定古蹟）